# Distrito de Badulla
Badulla es un distrito de Sri Lanka en la provincia de Uva. Código ISO: LK.BD.
Comprende una superficie de 2 861 km².
El centro administrativo es la ciudad de Badulla.

## Demografía
Según estimación 2010 contaba con una población total de 886 000 habitantes, de los cuales 446 000 eran mujeres y 440 000 varones.